# 2009年世界運動會龍舟比賽

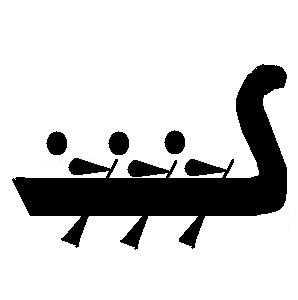
龙舟比赛图标

2009年世界運動會的龍舟比賽由7月17日至7月18日於蓮池潭舉行。此次本項目為邀請賽，所以項目獎牌不列入獎牌榜。

## 各國獎牌榜
| 排名 | 国家／地区 | 金牌 | 银牌 | 铜牌 | 總數 |
| ---- | ---------- | ---- | ---- | ---- | ---- |
| 1    | 俄羅斯     | 4    | 0    | 0    | 4    |
| 2    | 匈牙利     | 0    | 2    | 1    | 3    |
| 3    | 德国       | 0    | 1    | 1    | 2    |
| 3    | 中華臺北   | 0    | 1    | 1    | 2    |
| 5    | 加拿大     | 0    | 0    | 1    | 1    |

## 比賽項目
龍舟比賽分為四個項目
- 200公尺、500公尺、1000公尺、2000公尺

## 各項成績
| 項目                          | 金牌          | 金牌       | 银牌            | 银牌       | 铜牌            | 铜牌       |
| 龍舟200公尺第一組決賽（詳細） | 俄罗斯（RUS） | 46.16秒    | 匈牙利（HUN）   | 47.06秒    | 中华台北（TPE） | 47.14秒    |
| 龍舟500公尺第一組決賽（詳細） | 俄罗斯（RUS） | 1分57.07秒 | 匈牙利（HUN）   | 1分57.48秒 | 德国（GER）     | 1分58.00秒 |
| 龍舟1000公尺決賽（詳細）      | 俄罗斯（RUS） | 4分03.85秒 | 德国（GER）     | 4分04.16秒 | 匈牙利（HUN）   | 4分04.51秒 |
| 龍舟2000公尺決賽（詳細）      | 俄罗斯（RUS） | 8分36.90秒 | 中华台北（TPE） | 9分07.88秒 | 加拿大（CAN）   | 9分32.38秒 |

- 本屆世運各項項目比賽時間表